# 香格里拉镇
香格里拉镇，是中华人民共和国四川省甘孜藏族自治州稻城县下辖的一个乡镇级行政单位。

## 行政区划
香格里拉镇下辖以下地区：
俄初村、呷拥村、亚丁村、康古村、日光村、日美村、西日村、瓦龙村、阿称贡村、拉木格村、郎日村、亚仲村、培仲村、格辉村和叶尔红村。